# GP2 Asia Series 2008/2009
GP2 Asia Series 2008/2009 var den andra säsongen av formelbilsmästerskapet GP2 Asia Series.

## Tävlingskalender
| Datum               | Bana                           | Segrare Race 1   | Segrare Race 2   |
| ------------------- | ------------------------------ | ---------------- | ---------------- |
| 17-19 oktober 2008  | Shanghai International Circuit | Roldán Rodríguez | Davide Valsecchi |
| 5-7 december 2008   | Dubai Autodrome                | Kamui Kobayashi  | inställd         |
| 23-25 januari 2009  | Bahrain International Circuit  | Kamui Kobayashi  | Sergio Pérez     |
| 13-14 februari 2009 | Losail International Circuit   | Nico Hülkenberg  | Sergio Pérez     |
| 3-4 april 2009      | Sepang International Circuit   | Diego Nunes      | Vitalij Petrov   |
| 17-19 april 2009    | Bahrain International Circuit  | Diego Nunes      | Luis Razia       |

## Team och förare
| Stall                           | Nr | Förare                               |
| ------------------------------- | -- | ------------------------------------ |
| ART Grand Prix                  | 1  | Sakon Yamamoto, Japan                |
| ART Grand Prix                  | 2  | Nelson Philippe, Frankrike           |
| Trust Team Arden                | 3  | Luis Razia, Brasilien                |
| Trust Team Arden                | 4  | Mika Mäki, Finland                   |
| Barwa International Campos Team | 5  | Vitalij Petrov, Ryssland             |
| Barwa International Campos Team | 6  | Sergio Pérez, Mexiko                 |
| DAMS                            | 7  | Jerome d'Ambrosio, Belgien           |
| DAMS                            | 8  | Kamui Kobayashi, Japan               |
| GFH Team iSport                 | 9  | Giedo van der Garde, Nederländerna   |
| GFH Team iSport                 | 10 | Hamad Al Fardan, Bahrain             |
| Super Nova Racing               | 11 | Javier Villa, Spanien                |
| Super Nova Racing               | 12 | James Jakes, Storbritannien          |
| FMS International               | 14 | Andreas Zuber, Förenade Arabemiraten |
| FMS International               | 15 | Kevin Nai Chia Chen, Taiwan          |
| Durango                         | 16 | Davide Valsecchi, Italien            |
| Durango                         | 17 | Carlos Iaconelli, Brasilien          |
| My Qi-Meritus Mahara            | 18 | Alex Yoong, Malaysia                 |
| My Qi-Meritus Mahara            | 19 | Earl Bamber, Nya Zeeland             |
| Piquet GP                       | 20 | Roldán Rodríguez, Spanien            |
| Piquet GP                       | 21 | Diego Nunes, Brasilien               |
| David Prince Racing             | 22 | Michael Herck, Belgien               |
| David Prince Racing             | 23 | Yuhi Sekiguchi, Japan                |
| Ocean Racing Technology         | 24 | Hiroki Yoshimoto, Japan              |
| Ocean Racing Technology         | 25 | Luca Filippi, Italien                |
| Trident Racing                  | 26 | Giacomo Ricci, Italien               |
| Trident Racing                  | 27 | Chris van der Drift, Nederländerna   |

## Slutställning
| Plats | Förare              | Poäng |
| ----- | ------------------- | ----- |
| 1     | Kamui Kobayashi     | 56    |
| 2     | Jérôme d'Ambrosio   | 36    |
| 3     | Roldán Rodríguez    | 35    |
| 4     | Davide Valsecchi    | 34    |
| 5     | Vitalij Petrov      | 28    |
| 6     | Nico Hülkenberg     | 27    |
| 7     | Sergio Pérez        | 26    |
| 8     | Diego Nunes         | 24    |
| 9     | Sakon Yamamoto      | 14    |
| 10    | Javier Villa        | 12    |
| 11    | Edoardo Mortara     | 11    |
| 12    | Giedo van der Garde | 11    |
| 13    | Luiz Razia          | 9     |
| 14    | Earl Bamber         | 8     |
| 15    | Pastor Maldonado    | 7     |
| 16    | James Jakes         | 7     |
| 17    | Davide Rigon        | 6     |
| 18    | Chris van der Drift | 5     |
| 19    | Yelmer Buurman      | 4     |
| 20    | Hamad Al Fardan     | 2     |
| 21    | Álvaro Parente      | 1     |